# Bacardit de Llumàs
Bacardit de Llumàs o de Llomars és una masia del municipi de Sant Mateu de Bages (Bages) inclosa en l'Inventari del Patrimoni Arquitectònic de Catalunya.

## Descripció
Es tracta d'una construcció civil: masia construïda en diferents etapes a partir d'un primer nucli format per una elegant torre gòtica de planta quadrada i coberta a quatre vessants. A partir de la torre es varen construir una masia clàssica de planta basilical, coberta a dos vessants i amb el carener perpendicular a la façana de migdia i aquesta estructura s'anà ampliant especialment al segle xviii.

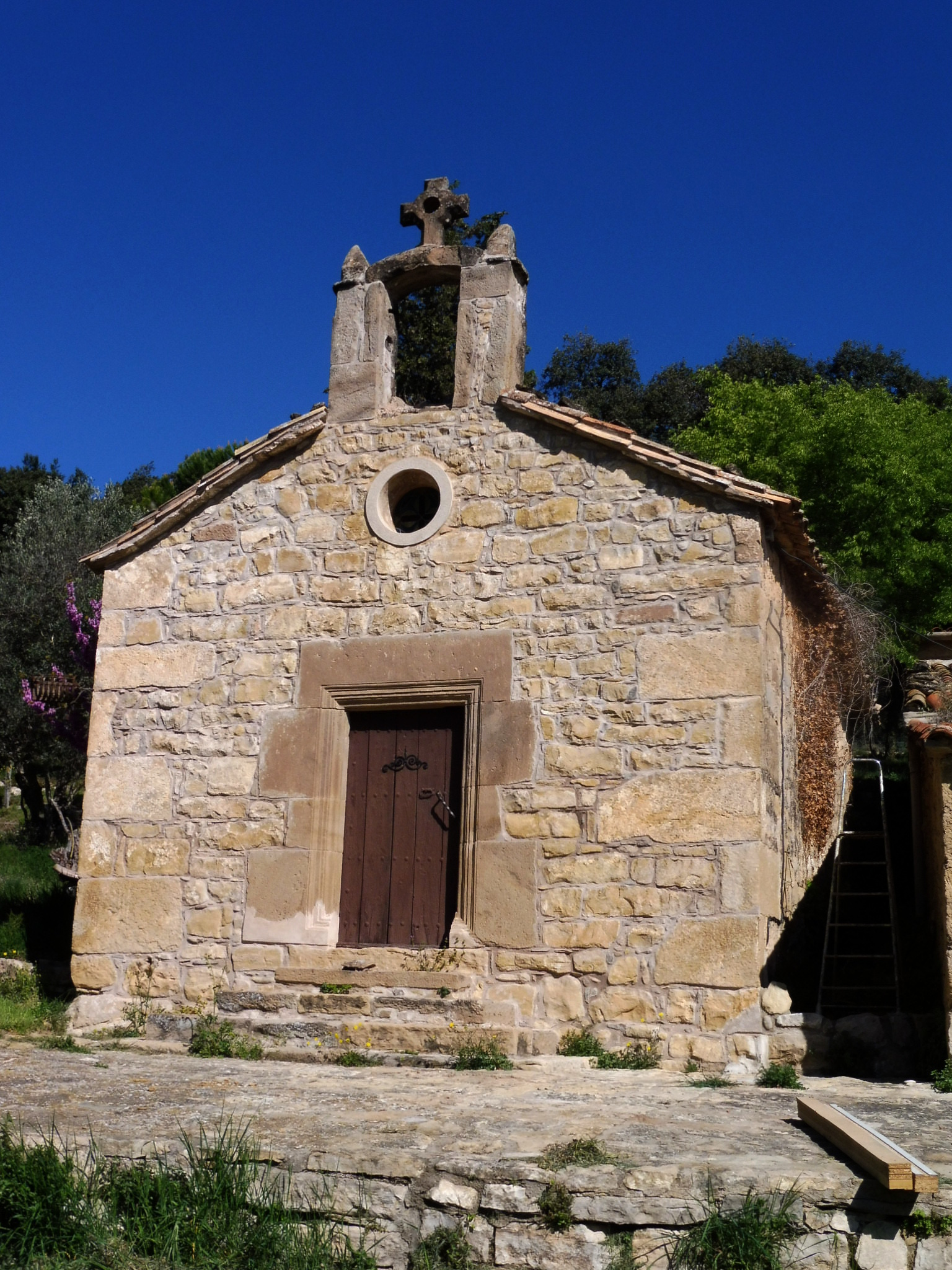
Capella de Sant Mamet

 Al costat de la masia, al nord es va construir l'any 1685, l'església de Sant Mament.

## Història
El mas Bacardit és situat molt a prop de l'antiga i avui enrunada església romànica de Sant Mamet. El lloc i més concretament l'església és documentada l'any 950 quan el comte Borrell dona l'alou al monestir de Santa Cecília de Montserrat; l'alou era situat al lloc de Cans, dins el terme del castell de Castelltallat. L'església és esmentada durant tot el s. XI, però al s. XVII, i més concretament l'any 1685, el seu culte fou traslladat a la capella familiar del mas Bacardit, denotant així d'importància que aleshores tenia ja el mas. Aquest devia aglutinar les antigues terres de l'alou del monestir de Sta. Cecília i aconseguí al s. XVII i més especialment al s. XVIII ser nucli d'una important explotació agrícola.